# Roberto Gilbert Elizalde
Roberto Gilbert Elizalde (Guayaquil, 10 de febrero de 1917 - Guayaquil, 24 de mayo de 1999), fue un médico cirujano ecuatoriano.

## Biografía
Su padre fue el Dr. Abel Gilbert Pontón y su madre Leonor Elizalde Bolognesi. Es también hermano de la pintora Araceli Gilbert.
Estudió en el Colegio Salesiano Cristóbal Colón hasta el 3.er grado, y luego en la escuela modelo 9 de Octubre. Cursó la secundaria en el colegio de Riobamba, Pedro Vicente Maldonado. Estudió en la academia San José de los Hermanos Cristianos en Londres, entre 1934 a 1936, y finalmente se graduó de bachiller en el colegio Vicente Rocafuerte. En 1937 ingresa a la facultad de medicina.
En 1943, Gilbert fue el primer médico en inyectar penicilina en Ecuador. En la década de 1960, junto a Jaime Macías Rivas, realizaron el primer trasplante de mano del mundo, pero poco después debieron retirarle la mano al paciente por complicaciones. El hospital de niños en Guayaquil lleva su nombre. Fue declarado Ciudadano Ilustre en la Municipalidad de Guayaquil en 1991.
Falleció el 24 de mayo de 1999 de un paro cardíaco.